# WSDL
WSDL (kratica za engl. Web Services Description Language) je jezik baziran na XML-u koji omogućuje opis web servisa i sučelja za njihovo korištenje. Jezikom XML se opisuju pristupna sučelja usluga. Ova sučelja opisuju podatci koje dijelimo na:
- definiciju sučelja usluga: sadrži opis vrste podataka, opis struktura SOAP zahtjeva i odgovora i opis operacija koje sadrži pristupno sučelje usluge. WSDL dokument piše se koristeći jezik XML, pri čemu je korijenski element wsdl:definitions. Na prva tri podelementa (wsdl:types, wsdl:message, wsdl:portTypes) ovog korijenskog elementa odnosi se definicija sučelja.
- definiciju ostvarenja sučelja usluga: u njoj je opis pravila komunikacije uporabom stvarnih komunikacijskih protokola. Odnosi se na elemente wsdl:binding i wsdl:service).[1]

Razvija ga World Wide Web Consortium. Kraticom WSDL također se služimo za bilo koji posebiti WSDL opis web servisa (također referiranog kao WSDL datoteka), koja omogućuje strojno čitljivi opis kako servis može biti pozvan, koje parametre očekuje i koju podatkovnu strukturu vraća. Stoga mu je svrha ugrubo slična onoj tipskog potpisa u programskom jeziku.